# 第7師團 (日本陸軍)
第7師團（Dai-nana Shidan） 是大日本帝國陸軍中的1個步兵師團，外號北鎮部隊。其通稱號是熊兵團（Kuma-heidan）。

## 歷史
第7師團是在1888年5月12日於北海道旭川成立。不同於本土由鎮台改編的第一至第六師團，第七師團是由北海道屯田兵為主體所建立的師團。重組是由普魯士軍事顧問雅各布·梅克爾所提出的。該師團負責北海道的防務，並分成4個聯隊區（札幌、函館，旭川和釧路）。由於僅憑北海道士兵不足以成立一萬人的師團，事實上還吸收許多來自日本東北地區（青森・宮城・酒田）以及其他地區的士兵。
由於在第一次中日戰爭時未能及時完成戰備，1896年正式成立，第7師團直至日俄戰爭才正式參戰，它曾參與旅順會戰，及後來的奉天會戰。從1917年至1919年止鎮守滿洲，亦參加了西伯利亚干涉。
從1934年起該師團被重新分配到滿洲，諾門罕戰役的其中1支參戰部隊。 
1942年，儘管其專長於極地戰爭，第7師團的第28步兵聯隊在一木清直的指揮下被分配到攻佔在太平洋中部的中途島。日本在中途島戰役中戰敗後，入侵中途島的行動亦因而被取消，這個聯隊在返回日本途中，於8月被重新派到所羅門群島中的瓜達爾卡納爾島。在瓜達爾卡納爾島上，該團在泰納魯河戰役和埃德森嶺戰役中付出了大量人員傷亡。該聯隊被派往參與瓜達爾卡納爾島戰役的2,500人中，只有140人活著回到日本。
該師團的其餘單位在整個太平洋戰爭中駐守北海道，並在戰爭結束後跟隨日本帝國陸軍解散。
在歷史上第7師團有一些較值得注意的指揮官，包括：永山武四郎、上田有沢、上原勇作、渡邊錠太郎和鯉登行一。

## 組織
第7師團原本的戰鬥序列包括：
第7師團
- 第13步兵旅團				
  - 第25步兵聯隊
  - 第26步兵聯隊 （旭川）
- 第14步兵旅團				
  - 第27步兵聯隊 （旭川）
  - 第28步兵聯隊 （旭川）
- 第7騎兵聯隊
- 第7野戰炮兵聯隊
- 第7工兵聯隊
- 第7運輸聯隊

1940年該師團被改為1個33制師，其組織如下：
第7師團
- 第26步兵聯隊 （旭川）
- 第27步兵聯隊 （旭川）
- 第28步兵聯隊 （旭川）
- 第7騎兵聯隊
- 第7野戰炮兵聯隊
- 第7工兵聯隊
- 第7運輸聯隊
- 師團直屬部隊：
  - 通信隊
  - 武器勤務隊
  - 衛生隊
  - 第1野戰醫院
  - 第2野戰醫院
  - 第3野戰醫院
  - 第4野戰醫院
  - 軍馬醫院
  - 防疫供水部

## 參加及附加參考書
- Madej, W. Victor. Japanese Armed Forces Order of Battle, 1937-1945 [2 vols], Allentown, PA: 1981
- United States War Department; David Isby (Introduction) and Jeffrey Ethell (Afterword). . Baton Rouge and London: Louisiana State University Press. 1991年. ISBN 0-8071-2013-8.